# Caballero (equip ciclista)
L'equip Caballero, conegut posteriorment com a Goudsmit-Hoff, va ser un equip ciclista neerlandès, que va competir professionalment entre el 1960 i el 1972.

## Principals victòries
- Omloop der Kempen: André van Middelkoop (1964)
- Campionat de Flandes: Gerard Vianen (1967)
- Druivenkoers Overijse: John Schepers (1968)
- Tour del Nord-oest de Suïssa: Leo Duyndam (1970)
- Ronda van Midden-Nederland: Ger Harings (1970)
- Circuit de les Ardenes flamenques - Ichtegem: Tino Tabak (1972)
- Volta a Andalusia: Jan Krekels (1972)

### A les grans voltes
- Tour de França:
  - 3 participacions (1970, 1971, 1972)
  - 4 victòries d'etapa :
    - 2 el 1971: Gerben Karstens, Jan Krekels
    - 2 el 1972: Leo Duyndam, Rini Wagtmans

  - 0 classificació final:
  - 0 classificació secundària:

- Giro d'Itàlia
  - 0 participacions

- Volta a Espanya
  - 2 participacions (1971, 1972)
  - 8 victories d'etapes :
    - 2 el 1971: Gerben Karstens, Ger Harings
    - 6 el 1972: Gerard Vianen (2), Ger Harings (2), Jos van der Vleuten, Cees Koeken

  - 0 classificació secundària: